# Templo de Vesta
El templo de Vesta (latín Aedes Vestae, en italiano Tempio di Vesta) es uno de los templos más antiguos de Roma, Italia, ubicado en el Foro Romano cerca de la Regia y la Casa de las Vestales, con la que forma un complejo religioso llamado Atrium Vestae. El rasgo más reconocible del templo es su planta circular. Puesto que la veneración de Vesta empezó en casas privadas, la arquitectura parece ser un recuerdo de su historia. El templo existente usó arquitectura griega con columnas corintias, mármol y una cella central. La estructura que se conserva indica que había veinte columnas corintias construidas sobre un podio de quince metros de diámetro. El tejado probablemente tenía un agujero en lo alto para permitir que saliera el humo.

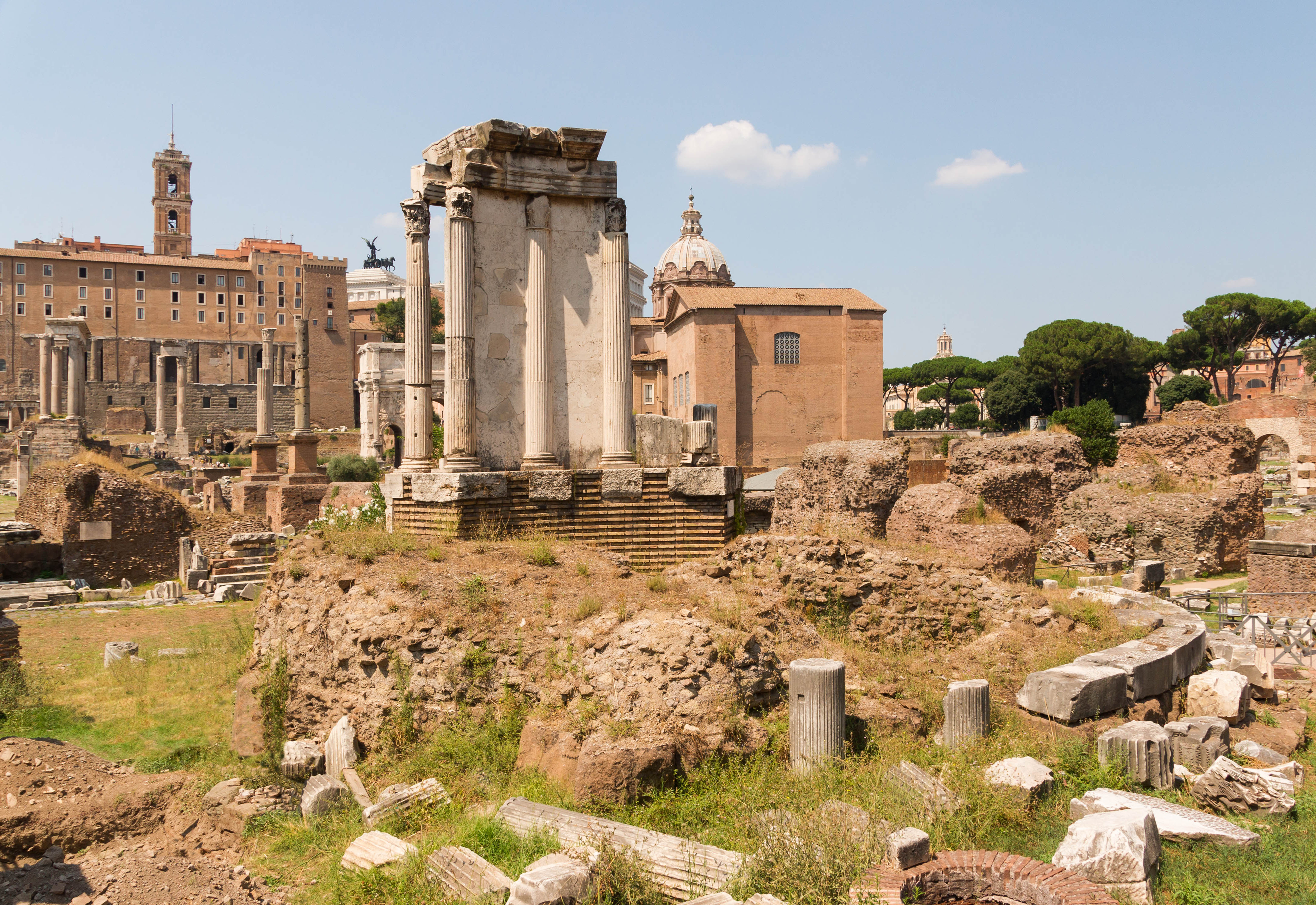
El rasgo más destacado de las ruinas que fueron en el pasado el templo de Vesta es el hogar.

## Ubicación
Está ubicado al sur de la Vía Sacra, delante de la Regia, en el extremo oriental del Foro Romano. También se encuentra cerca de la fuente de Juturna y del templo de Cástor y Pólux, originariamente en el seno del barrio de las Vestales.

## Función
En él se custodiaba, siempre encendido, el fuego sagrado en honor de la diosa Vesta. Vesta es conocida como la protectora de Roma, diosa del fuego y del hogar. Según la tradición romana, el culto a la diosa Vesta fue creado por Numa Pompilio, segundo rey de Roma. También allí estaba el Paladio (una efigie en madera de Minerva legendariamente llevada por Eneas desde Troya) así como otros objetos sagrados, que se guardan en lugares secretos llamados penus Vestae, que no se abrían más que durante las Vestalia. No había ninguna estatua de la diosa misma en la cella;  en lugar de ello se guardaba el hogar en el que ardía el fuego sagrado. 
El edificio mismo consagrado a Vesta no era tanto un templum (un espacio consagrado), aunque los poetas lo calificaban así a menudo. Se trata, por el contrario, de un aedes (templo). Según Ovidio, su forma redonda con un hogar en medio es una representación simbólica de la Tierra, con su fuego central e inmóvil. Los historiadores modernos también hacen una comparación con un rito funerario muy antiguo observado en Roma, consistente en la recogida de las cenizas del difunto después de la cremación, colocarlas en una urna redonda en forma de cabaña que inhumaban. Sin embargo, no se puede sacar de estas similitudes simbólicas otra conclusión más que la antigüedad extrema de este culto y su carácter indígena.

## Historia

### Antigüedad

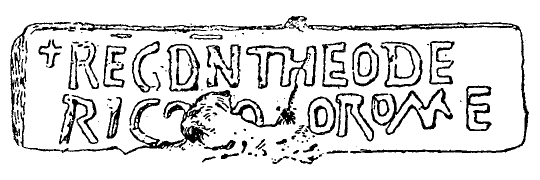
Ladrillo con el emblema de Teodorico el Grande, encontrado en el templo de Vesta.

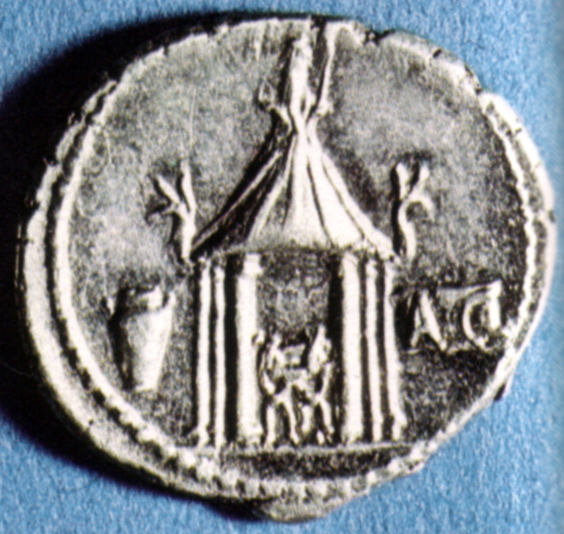
Denario de Quinto Casio Longino con una representación del templo de Vesta.

Todos los templos dedicados a Vesta eran de planta circular, y tenían entradas que se enfrentaban al este para simbolizar la conexión entre el fuego de Vesta y el sol como fuentes de vida. El templo de Vesta representa el lugar de una actividad de culto antiguo ya en el siglo VII a. C. El sitio en el que se construyó el templo conoció actividades de culto desde el siglo VII a. C. La edificación del edificio se atribuyó por algunos romanos a Rómulo, pero el templo está en el exterior del pomerio del Palatino y no pudo haberse construido antes de la segunda etapa de crecimiento de la ciudad. Los autores antiguos atribuyeron la construcción del primer templo de Vesta a Numa Pompilio, quien habría hecho construir en la zona la Regia (su residencia) y la Casa de las Vestales en su forma original, lo que haría de este uno de los edificios más antiguos que habría conocido la Roma antigua. En origen, el rey encargó a sus propias hijas que supervisasen el fuego sagrado. Poco a poco, ellas adquirieron el estatus de sacerdotisas y el orden de las Vestales se convirtió en el único sacerdocio femenino de Roma.
Alrededor del templo se alzaba la Arboleda sagrada, en la que también había un cementerio para sacerdotes y vírgenes.
Su versión actual es el resultado de reconstrucciones posteriores. En lugar de una estatua de culto en la cella había un hogar en donde se guardaba el fuego sagrado. El templo era almacén de testamentos y documentos de los senadores romanos y objetos de culto como el Paladio que como se ha dicho era una estatua de Minerva que se creía que había llevado a Roma Eneas desde Troya; sería una de las Pignora imperii, o "prendas de dominación", de la Antigua Roma. Según Dionisio de Halicarnaso, los romanos creían que el fuego sagrado de Vesta estaba estrechamente ligado a la suerte de la ciudad y su extinción se veía como una premonición de desastre. 
El edificio fue objeto de varias reconstrucciones, que conservaron la entrada orientada hacia el este y la forma circular de la planta. Aunque había un fuego en el templo, no suponía un gran riesgo de que ardiera puesto que el fuego se mantenía en el hogar y se vigilaba celosamente por las vestales. Más bien, la ciudad de Roma misma fue la fuente de incendios que destruyeron el templo. 
El templo quedó sin duda incendiado durante el saqueo de Roma en el año 390 a. C. y de nuevo en el 241 a. C., cuando uno de los pontífices, Lucio Cecilio Metelo se lanzó al templo en llamas y salvó los objetos sagrados guardados en el Paladio y perdió la vista·. Sin embargo, Cicerón afirma que la vista de los objetos sagrados es lo que le cegó, y no el incendio. En 210 a. C., se salvó de un incendio gracias a la devoción de trece esclavos, que fueron después rescatados a cargo del Estado y obtuvieron la libertad.
El templo sufrió, con la casa de las vestales, importantes restauraciones. Volvió a estar amenazado en el año 14, y se evacuaron los objetos sagrados.  Las fuentes antiguas hablan de otras dos destrucciones del templo en incendios. En el año 64, el gran incendio de Roma quemó la mayor parte de Roma, incluyendo el templo de Vesta. Dice Dión Casio que había sido prendido por el infame Nerón, pero según Tácito, Nerón estaba en Antium en la época del incendio. Entonces fue reconstruido por orden de Nerón.
La reconstrucción más reciente, a la cual pertenecen los restos conservados es de la época de Julia Domna, esposa del futuro emperador Septimio Severo en 191, tras un fuego.
La llama sagrada fue apagada en 394 por Teodosio I después de que ganara en la batalla del Frígido, derrotando a Eugenio y Arbogastes. Este emperador abolió los ritos paganos por una serie de decretos.

### Vestigios
El templo de Vesta permaneció razonablemente intacto hasta el Renacimiento. Sin embargo, según el testimonio del erudito Onofrio Panvinio, en 1549, el edificio fue completamente demolido y su mármol reutilizado en iglesias y palacios papales. 
Los vestigios del templo son puestos de manifiesto en excavaciones arqueológicas del siglo XIX. La sección que hoy se ve, en pie, fue reconstruida en los años treinta durante la dictadura de Benito Mussolini. Comprenden una parte del podio y de los cimientos, tres columnas y el entablamento que soportan, así como la parte de la pared de la cella correspondiente a la misma sección.
En el lugar donde estaba construido el Atrium Minervae, se construyó un monumento de piedad mariana, en Roma, son esas estupendas iglesias, construidas en gran parte sobre el mismo lugar en donde había algún templo pagano para comprender el mismo homenaje a la madre de Dios: Santa María antigua , sobre el Atrium Minervae en el foro Romano.

## Descripción
El templo es monóptero, esto es, de planta circular. Se eleva sobre un podio de unos 15 metros de diámetro, con la cella. El podio, en opus caementicium, está cubierto de placas de mármol.
Se complementa con veinte pedestales que sostienen veinte columnas corintias de mármol blanco embebidas, como todos los templos consagrados a Vesta. De dimensiones modestas, está rematado por una cúpula cuya altura es la mitad del diámetro del edificio, probablemente en imitación de las cabañas itálicas antiguas, y habría sido construido en origen en acacia con un techo cubierto de paja.
La cella es cerrada, veinte columnas trabadas decoran su muro exterior. Se accede por una puerta orientada hacia el este que sirve de enlace entre el fuego sagrado y el Sol, considerados como fuente de la vida. 
El techo era cónico y tenía una abertura para permitir la salida del humo. Dentro de la cella no se encontraba la estatua de culto, sino solo el fuego sagrado. Una cavidad trapezoidal de 2,40 m de alto, que se abre en el podio, y a la que se accedía solo desde la cella parece ser la ubicación del penus Vestae, donde se conservaban los objetos sagrados más preciosos.

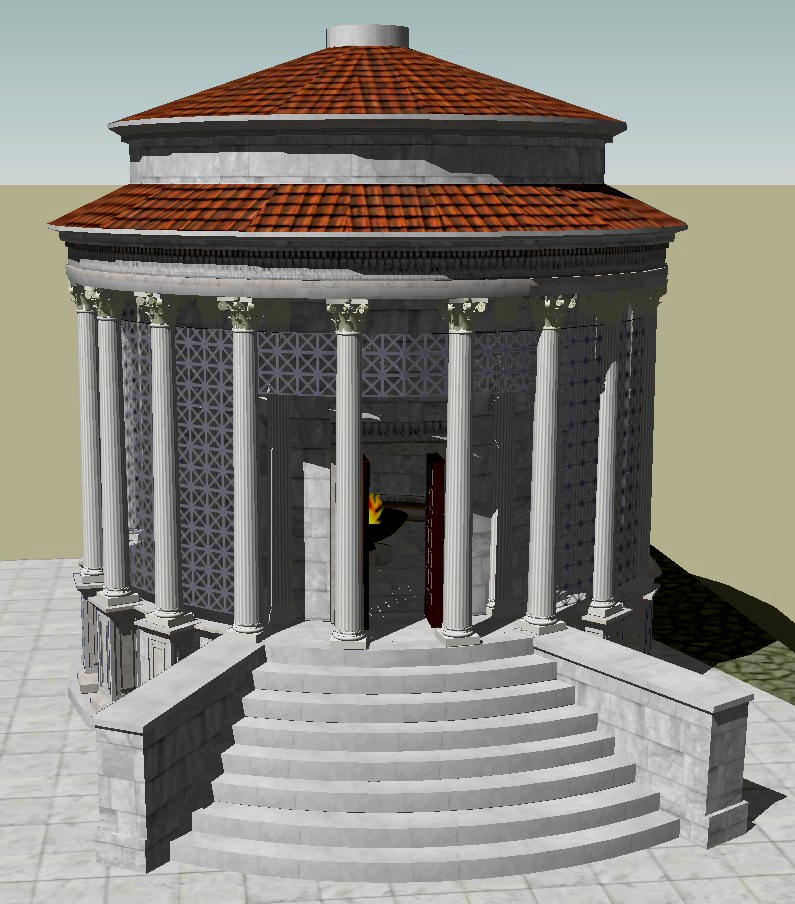
Reconstrucción digital del Templo de Vesta
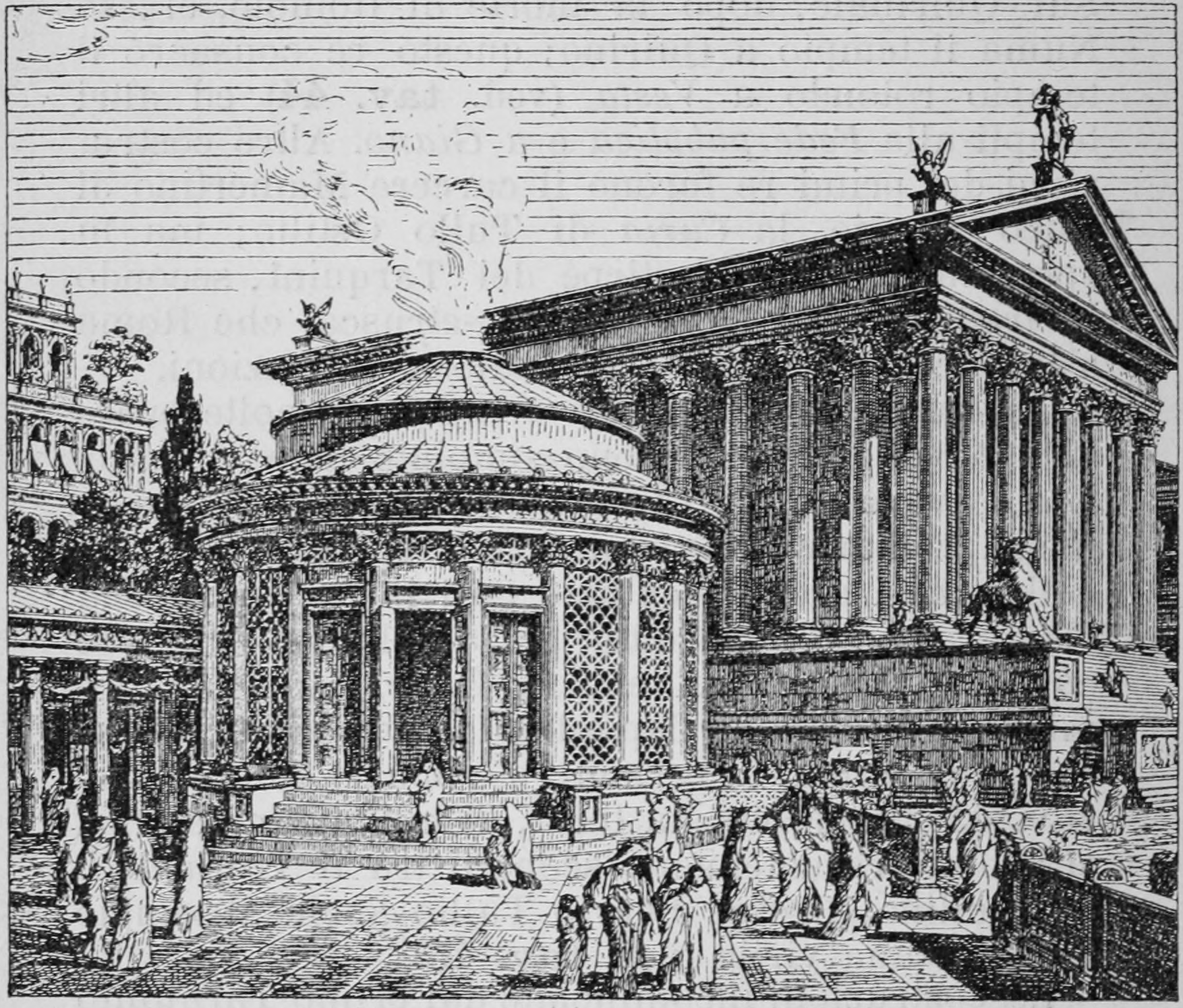
Reconstrucción del templo, con el templo de Cástor y Pólux en segundo plano
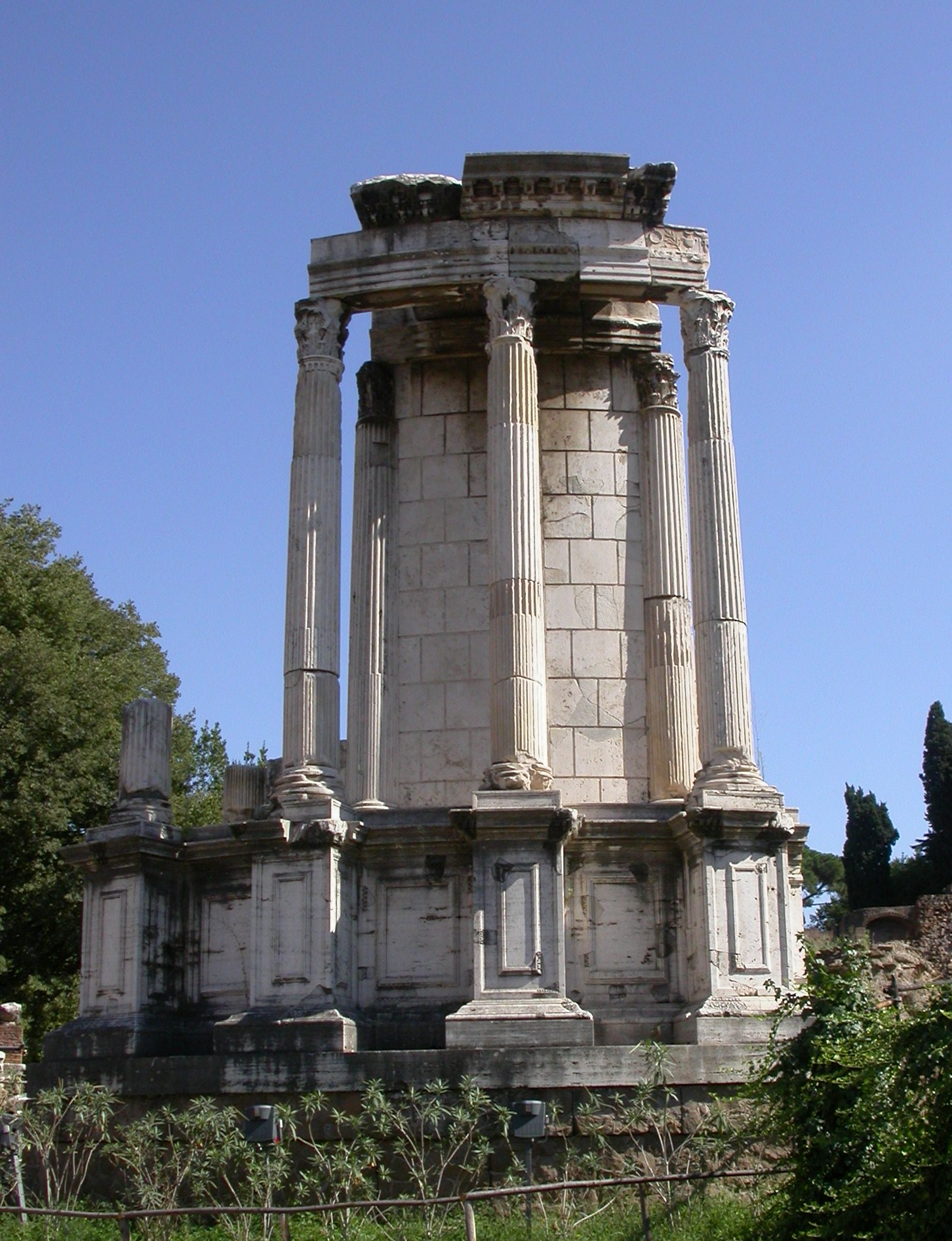
Exterior del templo
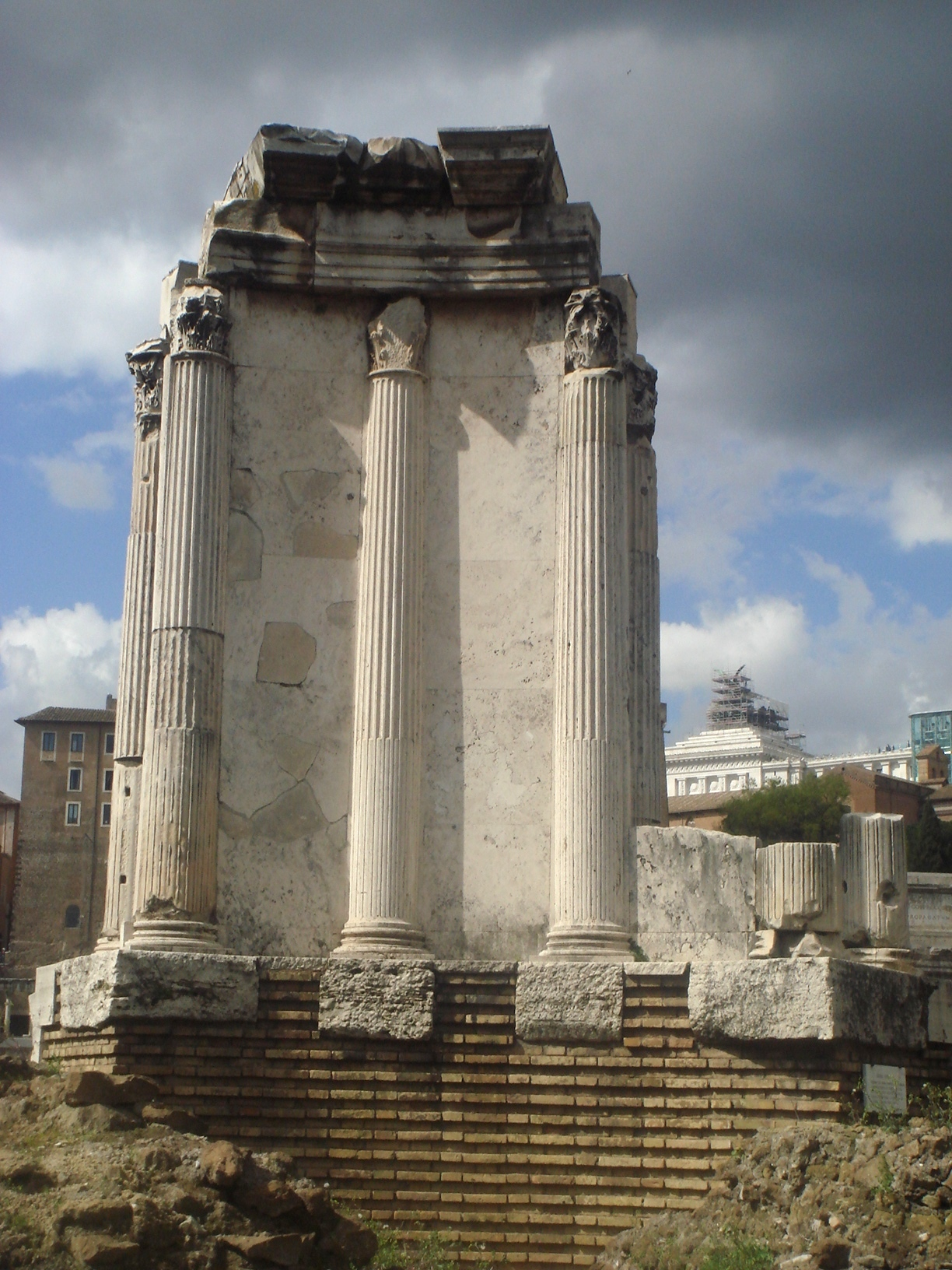
Interior del templo
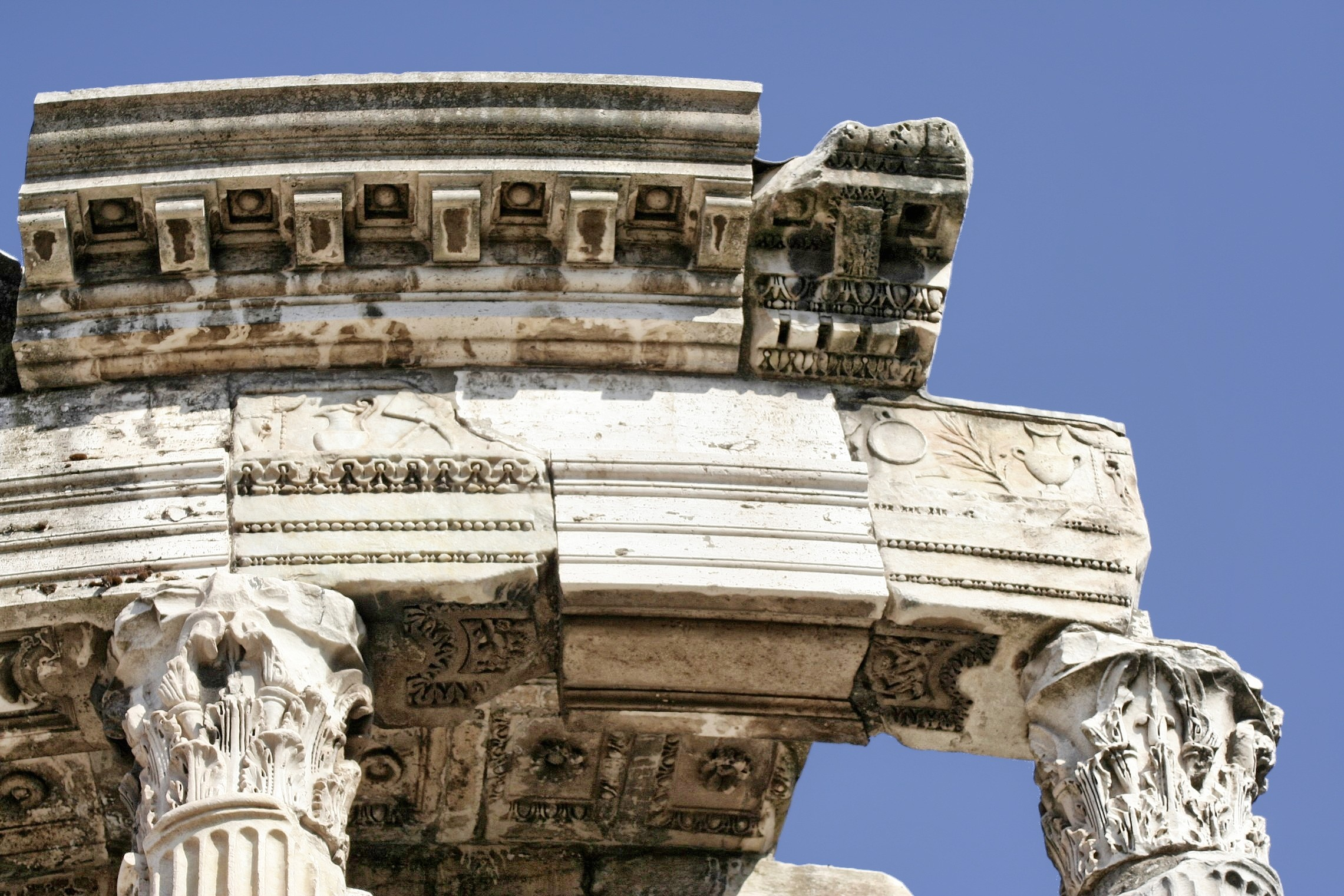
Detalle del friso